# زیلتسیتسه (استان اوپوله)
زیلتسیتسه (به لهستانی: Zielęcice) یک منطقهٔ مسکونی در لهستان است که در گمینا سکاربیمیژ واقع شده‌است.